# The e!DAL Plant Phenomics and Genomics Research Data Repository
Das e!DAL - Plant Genomics and Phenomics Research Data Repository (PGP) ist ein umfangreiches Repository zur Veröffentlichung von Multidomänen-Pflanzenforschungsdaten. Es wird am Leibniz-Institut für Pflanzengenetik und Kulturpflanzenforschung (IPK) in Gatersleben betrieben und stellt mit DOIs referenzierbare Datensätze zur Verfügung, die hauptsächlich auf Grund ihres Volumens oder ihres Typs nicht in andere Datenbanken veröffentlicht sind. PGP ermöglicht die Veröffentlichung von sehr großen Datensätzen und ist als Forschungsdaten-Repository auf FAIRSharing.org und re3data.org registriert und als OpenAIRE valides EU Horizon 2020 Archive eingetragen. PGP erfüllt die FAIR data Empfehlungen "findable", "accessible", "interoperable", "reusable". Das PGP Repository basiert auf der e!DAL Infrastruktur Software und verfolgt einen "bring the infrastructure to the data" (I2D) Ansatz.

## Datenbestand
Alle begutachteten und veröffentlichten Daten werden am IPK Gatersleben gespeichert und mit einer DOI zu langfristigen Zitierung versehen.

## Dateneinreichung
PGP akzeptiert Daten, die aus der europäischen Pflanzenforschungs-Community stammen.

## German Network for Bioinformatics Infrastructure (de.NBI)
Das e!DAL-PGP Repository ist Teil der Service-Portfolio des GCBN (German Crop BioGreenformatics Network) Knoten des de.NBI Netzwerkes.